# Lista de jogos do Nintendo Switch 2
Esta é uma lista de videogames lançados ou previstos para o console Nintendo Switch 2. O Nintendo Switch 2 é compatível com a maioria dos jogos do Nintendo Switch original. Para jogos lançados exclusivamente para o Nintendo Switch, consulte a lista de jogos do Nintendo Switch. Para jogos de sistemas mais antigos disponíveis via assinatura Nintendo Switch Online, veja a seção Nintendo Classics.
Atualmente, existem 86 jogos nesta lista.

## Lista
| Título                                                                        | Desenvolvedor(es)                      | Publicadora(s)                           | Data de lançamento     | Ref.         |
| ----------------------------------------------------------------------------- | -------------------------------------- | ---------------------------------------- | ---------------------- | ------------ |
| 007 First Light                                                               | IO Interactive                         | IO Interactive                           | 2026                   | [ 1 ]        |
| AFL 26                                                                        | Big Ant Studios                        | Nacon                                    | 2025                   | [ 2 ]        |
| Arcade Archives 2: Ridge Racer                                                | Namco                                  | Hamster Corporation                      | 5 de junho de 2025     | [ 3 ]        |
| Aurascope                                                                     | Nick Oztok                             | Nick Oztok                               | ASA                    | [ 4 ]        |
| Bestiario                                                                     | Wiggin Industries                      | SelectAPlay                              | ASA                    | [ 3 ]        |
| Bit Boy!! Arcade 2                                                            | Bplus                                  | Bplus                                    | ASA                    | [ 5 ]        |
| Borderlands 4                                                                 | Gearbox Software                       | 2K                                       | 2025                   | [ 3 ]        |
| Bravely Default: Flying Fairy HD Remaster                                     | Cattle Call                            | Square Enix                              | 5 de junho de 2025     | [ 3 ]        |
| Castle of Heart: Retold                                                       | 7Levels                                | 7Levels                                  | ASA                    | [ 6 ]        |
| Civilization VII – Nintendo Switch 2 Edition                                  | Firaxis Games                          | 2K                                       | 5 de junho de 2025     | [ 1 ]        |
| Cookie Clicker                                                                | DashNet                                | Playsaurus                               | ASA                    | [ 7 ]        |
| Cyberpunk 2077: Ultimate Edition                                              | CD Projekt Red                         | CD Projekt                               | 5 de junho de 2025     | [ 1 ]        |
| Daemon X Machina: Titanic Scion                                               | Marvelous First Studio                 | Marvelous                                | 5 de setembro de 2025  | [ 8 ]        |
| Deltarune                                                                     | Toby Fox                               | 8-4                                      | 5 de junho de 2025     | [ 1 ]        |
| Disgaea 7 Complete                                                            | Nippon Ichi Software                   | NIS America                              | 2025                   | [ 9 ]        |
| Donkey Kong Bananza                                                           | Nintendo EPD                           | Nintendo                                 | 17 de julho de 2025    | [ 1 ]        |
| Drag x Drive                                                                  | Nintendo                               | Nintendo                                 | 2025                   | [ 1 ]        |
| Dragon Quest I & II HD-2D Remake                                              | Square Enix                            | Square Enix                              | 30 de outubro de 2025  | [ 10 ]       |
| The Duskbloods                                                                | FromSoftware                           | FromSoftware, Nintendo                   | 2026                   | [ 1 ]        |
| Elden Ring: Tarnished Edition                                                 | FromSoftware                           | FromSoftware, Bandai Namco Entertainment | 2025                   | [ 1 ]        |
| Enter the Gungeon 2                                                           | Dodge Roll                             | Devolver Digital                         | 2026                   | [ 11 ]       |
| Fantasy Life i: The Girl Who Steals Time – Nintendo Switch 2 Edition          | Level-5                                | Level-5                                  | 5 de junho de 2025     | [ 12 ]       |
| Fast Fusion                                                                   | Shin'en Multimedia                     | Shin'en Multimedia                       | 5 de junho de 2025     | [ 1 ]        |
| Final Fantasy VII Remake Intergrade                                           | Square Enix Creative Business Unit I   | Square Enix                              | ASA                    | [ 1 ]        |
| Final Fantasy Tactics: The Ivalice Chronicles                                 | Square Enix Creative Business Unit III | Square Enix                              | 30 de setembro de 2025 | [ 13 ]       |
| Fortnite                                                                      | Epic Games                             | Epic Games                               | 5 de junho de 2025     | [ 3 ]        |
| FUR Squadron Phoenix                                                          | Raptor Claw                            | Raptor Claw                              | 2025                   | [ 14 ]       |
| Goodnight Universe                                                            | Nice Dream Games                       | Skybound Games                           | 2025                   | [ 3 ]        |
| Hades II                                                                      | Supergiant Games                       | Supergiant Games                         | 2025                   | [ 1 ]        |
| Hitman: World of Assassination – Signature Edition                            | IO Interactive                         | IO Interactive                           | 5 de junho de 2025     | [ 1 ]        |
| Hogwarts Legacy                                                               | Avalanche Software                     | Warner Bros. Games                       | 5 de junho de 2025     | [ 1 ]        |
| Hollow Knight: Silksong                                                       | Team Cherry                            | Team Cherry                              | 2025                   | [ 3 ]        |
| Human: Fall Flat 2                                                            | No Brakes Games                        | Devolver Digital                         | ASA                    | [ 3 ]        |
| Hyrule Warriors: Age of Imprisonment                                          | AAA Games Studio                       | Nintendo                                 | Final de 2025          | [ 1 ]        |
| Inazuma Eleven: Victory Road                                                  | Level-5                                | Level-5                                  | 21 de agosto de 2025   | [ 15 ]       |
| Kirby Air Riders                                                              | Bandai Namco Studios, Sora Ltd.        | Nintendo                                 | 2025                   | [ 16 ]       |
| Kirby and the Forgotten Land – Nintendo Switch 2 Edition + Star-Crossed World | HAL Laboratory                         | Nintendo                                 | 28 de agosto de 2025   | [ 1 ]        |
| Kunitsu-Gami: Path of the Goddess                                             | Capcom                                 | Capcom                                   | 5 de junho de 2025     | [ 1 ]        |
| The Legend of Dark Witch Episode 4: Thoughts Delivered                        | Inside System                          | Inside System                            | ASA                    | [ 17 ]       |
| The Legend of Heroes: Trails Beyond the Horizon                               | Nihon Falcom                           | NIS America                              | janeiro de 2026        | [ 18 ]       |
| The Legend of Zelda: Breath of the Wild – Nintendo Switch 2 Edition           | Nintendo EPD                           | Nintendo                                 | 5 de junho de 2025     | [ 1 ]        |
| The Legend of Zelda: Tears of the Kingdom – Nintendo Switch 2 Edition         | Nintendo EPD                           | Nintendo                                 | 5 de junho de 2025     | [ 1 ]        |
| Madden NFL 26                                                                 | EA Orlando                             | EA Sports                                | 14 de agosto de 2025   | [ 19 ]       |
| Mario Kart World                                                              | Nintendo EPD                           | Nintendo                                 | 5 de junho de 2025     | [ 1 ]        |
| Marvel Cosmic Invasion                                                        | Tribute Games                          | Dotemu                                   | 2025                   | [ 3 ]        |
| Maseylia: Echoes of the Past                                                  | Sol Brothers                           | Sol Brothers                             | 2026                   | [ 20 ]       |
| Metroid Prime 4: Beyond – Nintendo Switch 2 Edition                           | Retro Studios                          | Nintendo                                 | 2025                   | [ 1 ]        |
| Misc. A Tiny Tale                                                             | Tinyware Games                         | Tinyware Games                           | 22 de julho de 2025    | [ 21 ]       |
| Mortal Kombat: Legacy Kollection                                              | Digital Eclipse                        | Warner Bros. Games                       | 2025                   | [ 22 ]       |
| Mouse Work                                                                    | Nitrome                                | Nitrome                                  | 2025                   | [ 23 ]       |
| My Time at Evershine                                                          | Pathea Games                           | Pathea Games                             | ASA                    | [ 3 ] [ 24 ] |
| Nintendo Switch 2 Welcome Tour                                                | Nintendo EPD, Nintendo Cube            | Nintendo                                 | 5 de junho de 2025     | [ 1 ]        |
| No Man's Sky                                                                  | Hello Games                            | Hello Games                              | 5 de junho de 2025     |              |
| No Sleep for Kaname Date – From AI: The Somnium Files                         | Spike Chunsoft                         | Spike Chunsoft                           | 25 de julho de 2025    | [ 3 ]        |
| Nobunaga's Ambition: Awakening Complete Edition                               | Koei Tecmo                             | Koei Tecmo                               | 5 de junho de 2025     | [ 3 ]        |
| Obakeidoro 2: Chase & Seek                                                    | Free Style                             | Free Style                               | 2025                   | [ 25 ]       |
| Pokémon Legends: Z-A – Nintendo Switch 2 Edition                              | Game Freak                             | Nintendo, The Pokémon Company            | 16 de outubro de 2025  | [ 1 ] [ 26 ] |
| PowerWash Simulator 2                                                         | FuturLab                               | FuturLab                                 | ASA                    | [ 27 ]       |
| Professor Layton and The New World of Steam                                   | Level-5                                | Level-5                                  | 2025                   | [ 1 ]        |
| Puyo Puyo Tetris 2S                                                           | Sega                                   | Sega                                     | 5 de junho de 2025     | [ 3 ]        |
| Raidou Remastered: The Mystery of the Soulless Army                           | Atlus                                  | Atlus, Sega                              | 19 de junho de 2025    | [ 3 ]        |
| Reanimal                                                                      | Tarsier Studios                        | THQ Nordic                               | 2025                   | [ 3 ]        |
| Rune Factory: Guardians of Azuma                                              | Marvelous                              | Marvelous                                | 5 de junho de 2025     | [ 1 ]        |
| Shine Post: Be Your Idol!                                                     | Konami                                 | Konami                                   | 5 de junho de 2025     | [ 28 ]       |
| Shadow Labyrinth – Nintendo Switch 2 Edition                                  | Bandai Namco Studios                   | Bandai Namco Entertainment               | 18 de julho de 2025    | [ 1 ]        |
| Sonic Racing: CrossWorlds                                                     | Sonic Team                             | Sega                                     | ASA                    | [ 29 ]       |
| Sonic X Shadow Generations                                                    | Sonic Team                             | Sega                                     | 5 de junho de 2025     | [ 30 ]       |
| Spine                                                                         | Nekki                                  | Nekki                                    | ASA                    | [ 31 ]       |
| Splatoon Raiders                                                              | Nintendo EPD                           | Nintendo                                 | ASA                    | [ 32 ]       |
| Split Fiction                                                                 | Hazelight Studios                      | Electronic Arts                          | 5 de junho de 2025     | [ 1 ]        |
| Star Wars Outlaws                                                             | Massive Entertainment                  | Ubisoft                                  | 4 de setembro de 2025  | [ 33 ]       |
| Starseeker: Astroneer Expeditions                                             | System Era Softworks                   | Devolver Digital                         | 2026                   | [ 3 ]        |
| Story of Seasons: Grand Bazaar – Nintendo Switch 2 Edition                    | Marvelous                              | Marvelous                                | 27 de agosto de 2025   | [ 1 ]        |
| Street Fighter 6                                                              | Capcom                                 | Capcom                                   | 5 de junho de 2025     | [ 1 ]        |
| Suikoden I & II HD Remaster: Gate Rune and Dunan Unification Wars             | Konami                                 | Konami                                   | 5 de junho de 2025     |              |
| Super Mario Party Jamboree – Nintendo Switch 2 Edition + Jamboree TV          | Nintendo Cube                          | Nintendo                                 | 24 de julho de 2025    | [ 1 ]        |
| Survival Kids                                                                 | Unity Technologies                     | Konami                                   | 5 de junho de 2025     | [ 34 ]       |
| Tamagotchi Plaza – Nintendo Switch 2 Edition                                  | Hyde                                   | Bandai Namco Entertainment               | 27 de junho de 2025    | [ 1 ]        |
| Tony Hawk's Pro Skater 3 + 4                                                  | Iron Galaxy                            | Activision                               | 11 de julho de 2025    | [ 1 ]        |
| Two Point Museum                                                              | Two Point Productions                  | Sega                                     | 2025                   | [ 3 ]        |
| Virtua Fighter 5 R.E.V.O.                                                     | Ryu Ga Gotoku Studio, Sega AM2         | Sega                                     | ASA                    | [ 35 ]       |
| Wild Hearts S                                                                 | Omega Force                            | Koei Tecmo                               | 25 de julho de 2025    | [ 1 ]        |
| Witchbrook                                                                    | Chucklefish                            | Chucklefish                              | 2025                   | [ 3 ]        |
| Yakuza 0 Director's Cut                                                       | Ryu Ga Gotoku Studio                   | Sega                                     | 5 de junho de 2025     | [ 3 ]        |
| Ys X: Proud Nordics                                                           | Nihon Falcom                           | Nihon Falcom                             | 31 de julho de 2025    | [ 36 ]       |
| Yooka-Replaylee                                                               | Playtonic Games                        | Playtonic Friends, PM Studios            | 2025                   | [ 3 ] [ 37 ] |

Além dos títulos mencionados, foi anunciado que futuras edições das séries EA Sports FC, NBA 2K e WWE 2K serão lançadas para o Nintendo Switch 2.